# NGC 53

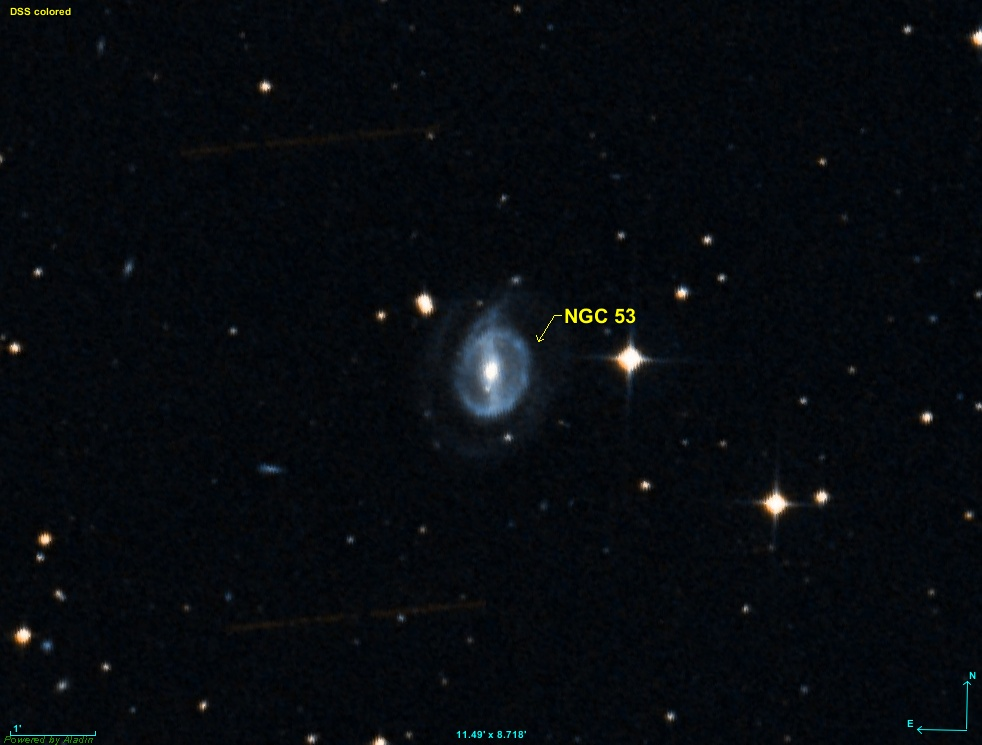
NGC 53

NGC 53是杜鹃座的一個棒旋星系。星等為12.7，赤經為14分43秒，赤緯為-60°19'43"。在1836年9月15日首次被約翰·弗里德里希·威廉·赫歇爾發現。